# Sonnenberg (Braunlage)
Sonnenberg ist ein Ortsteil der Stadt Braunlage im Landkreis Goslar in Niedersachsen.

## Der Sonnenberg
In der Nähe des Ortsteils befinden sich der Große (853,4 m ü. NN) und der Kleine Sonnenberg (853,0 m ü. NN). Nach diesen ist der Ortsteil benannt.
Auf den Hängen der Sonnenberge befinden sich mehrere Wintersportgebiete, die zum großen Teil von den Parkplätzen der Siedlung erreicht werden können.

## Verkehrsanbindungen
Sonnenberg ist über die Landesstraße 519 mit dem Großen Sonnenberg und dem Kleinen Sonnenberg verbunden. Außerdem verläuft die Bundesstraße 242 durch den Ort und führt in das südöstlich gelegene Braunlage.

## Geschichte
Der Ursprung der Siedlung geht auf das Sonnenberger Wegehaus zurück, das bereits vor dem Ersten Weltkrieg als Pension und Logierhaus genutzt wurde.
Heute befinden sich hier etwa sieben Anwesen, wobei die beiden Gaststätten seit mehreren Jahren überwiegend geschlossen sind, unter den übrigen Gebäuden befinden sich wenig Wohnhäuser, sondern eher Gebäude für den Skibetrieb sowie Gruppenquartiere.
Bis zum 1. November 2011 gehörte Sonnenberg noch zur Bergstadt Sankt Andreasberg, mit deren Eingemeindung wurde Sonnenberg ein Ortsteil der Stadt Braunlage.

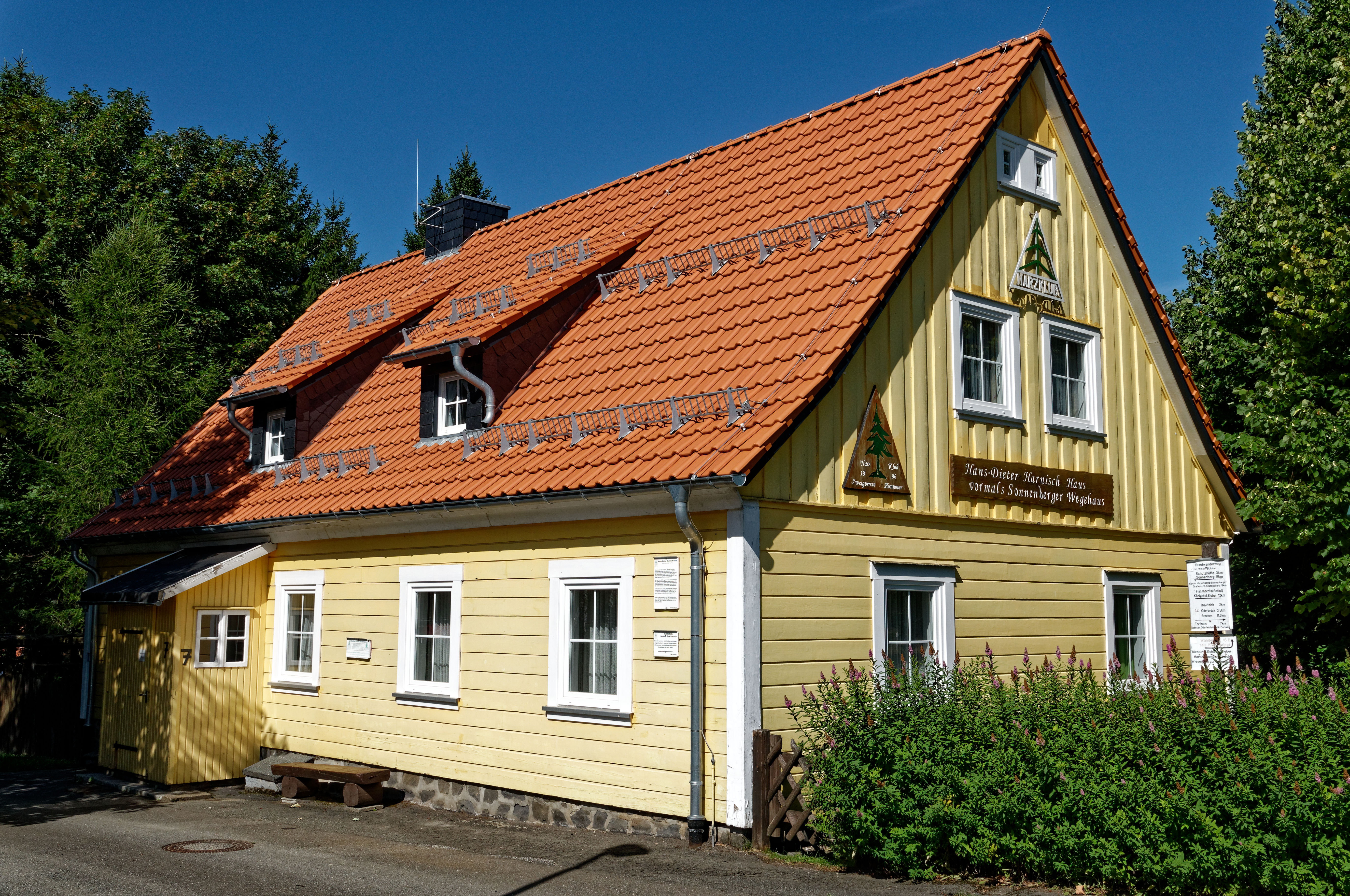
Hans-Dieter Harnisch Haus

## Hans-Dieter Harnisch Haus
In Sonnenberg befindet sich das ehemalige Sonnenberger Wegehaus des Harzklub-Zweigvereins Hannover. In diesem Haus fertigte Hans-Dieter Harnisch als Hauptwegemeister des Harzklubs über 40 Jahre hinweg bis zu 3000 Schilder pro Jahr, mit denen das Harzer Wanderwegenetz in vorbildlicher Weise ausgeschildert wurde. Gegenüber den wesentlich größeren und teureren Wegweisern des Nationalparks haben die Harzklub-Schilder den Vorteil der besseren Haltbarkeit und Sichtbarkeit bei Dunkelheit. Hans-Dieter Harnisch erhielt für seine Verdienste um das Harzer Wegenetz 2001 das Bundesverdienstkreuz. Als er 2003 überraschend verstarb, wurde das Sonnenberger Wegehaus ihm zu Ehren in Hans-Dieter-Harnisch-Haus umbenannt. Hans-Dieter Harnisch fand seine letzte Ruhe auf dem Friedhof von Sankt Andreasberg.

## Internationales Haus Sonnenberg

Internationales Haus Sonnenberg mit Sternwarte

Etwa drei Kilometer südlich der Siedlung „Sonnenberg“ befindet sich die Tagungsstätte „Internationales Haus Sonnenberg“, die aber deutlich näher am Ortsteil Sankt Andreasberg liegt und nicht zum Ortsteil „Sonnenberg“ gehört.
Der Betreiber Sonnenberg-Kreis e. V. ist freier Träger internationaler, außerschulischer Bildungsarbeit in Europa, er verfolgt ausschließlich und unmittelbar gemeinnützige Zwecke.
In der 1953 eingeweihten Tagungsstätte „Internationales Haus Sonnenberg“ finden das ganze Jahr über Veranstaltungen vor allem zu Themen der politischen Bildung statt. Oft sind die Veranstaltungen international ausgerichtet, so dass Teilnehmer aus unterschiedlichsten Ländern zusammen arbeiten und sich austauschen können.
Im August 2014 wurde im Haus A die Sternwarte Sankt Andreasberg eröffnet. Sie ist die höchstgelegene Sternwarte in Norddeutschland. Mit einer Lage von 710 Meter über dem Meeresspiegel gehört sie zu den sechs besten Sternbeobachtungsorten Deutschlands.
Zwischen der Siedlung Sonnenberg und dem Internationalen Haus Sonnenberg liegen der „Große“ und der „Kleine Sonnenberg“, auf der Fahrt über die L 519 quert man den etwa 830 m+NN hohen Sattel zwischen diesen beiden Bergen.